# Wijkia clastobryoides
Wijkia clastobryoides är en bladmossart som beskrevs av Ninh 1981. Wijkia clastobryoides ingår i släktet Wijkia och familjen Sematophyllaceae. Inga underarter finns listade i Catalogue of Life.